# John Smoltz
John Andrew Smoltz, soprannominato "Smoltzie" e "Marmaduke" (Warren, 15 maggio 1967), è un ex giocatore di baseball statunitense che ha giocato nel di ruolo lanciatore nella Major League Baseball (MLB). È stato introdotto nella National Baseball Hall of Fame nel 2015 al suo primo anno di eleggibilità.

## Carriera
Smoltz debuttò nella MLB il 23 luglio 1988 con gli Atlanta Braves. Ebbe statistiche di scarso rilievo nella sua prima stagione, ma si rifece nella seconda. In 29 gare come partente ebbe un record di 12 vittorie e 11 sconfitte e una media PGL di 2.94, venendo convocato per il suo primo All-Star Game. Anche il compagno Tom Glavine disputò la sua prima stagione di alto livello nel 1989, portando aspettative positive sul reparto lanciatori della squadra.

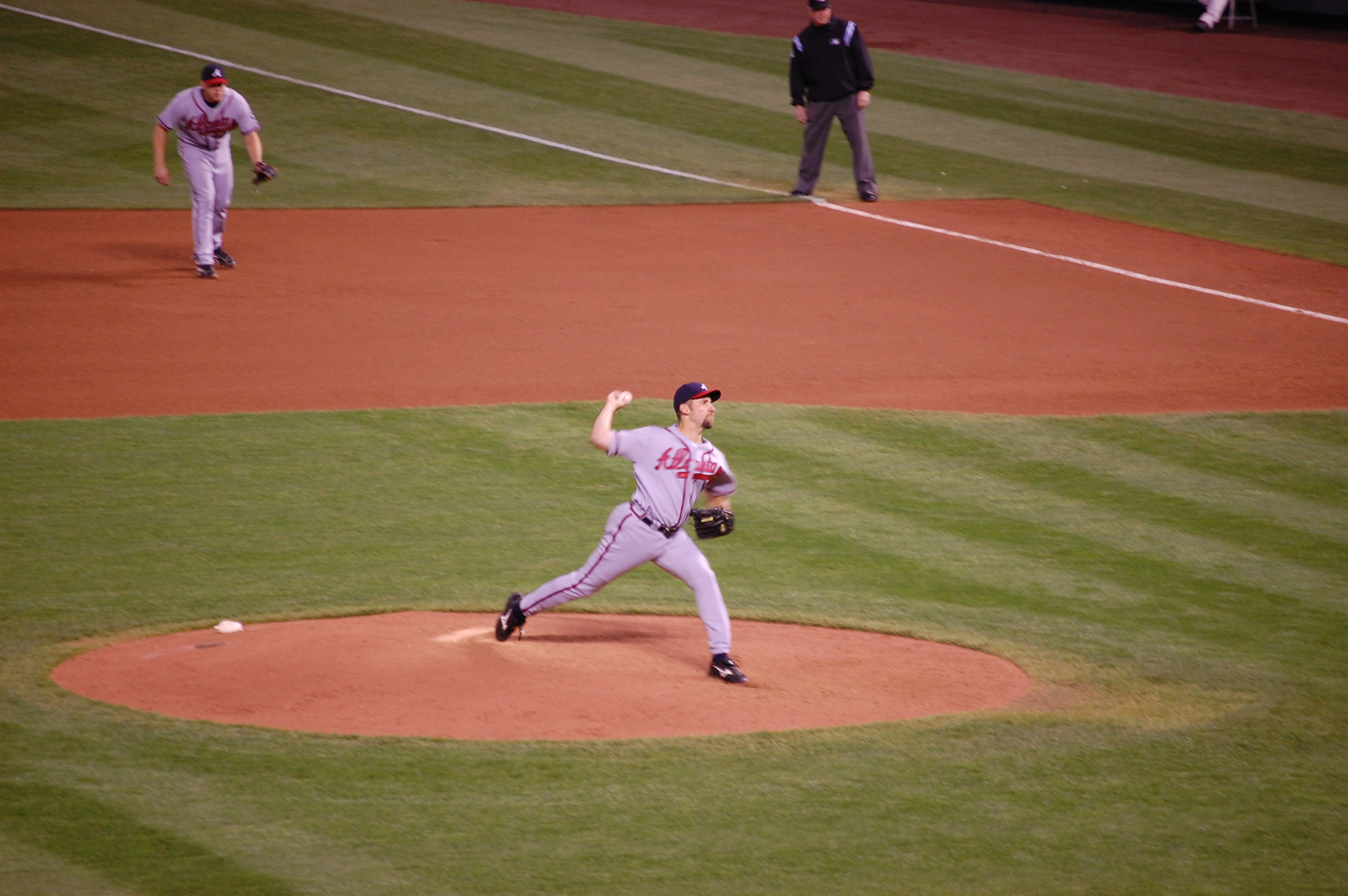
Un lancio di Smoltz nel 2007

Smoltz iniziò la stagione 1991 con un record di 2–11, iniziando a recarsi da uno psicologo sportivo, dopo il quale terminò la stagione con un bilancio parziale di 12–2 pace,, aiutando i Braves a conquistare il titolo di division. Continuò a vincere anche nelle National League Championship Series 1991 in cui conquistò entrambe le gare che disputò come partente contro i Pittsburgh Pirates, la seconda delle quali fu uno shutout nella decisiva gara 7, portando i Braves a disputare le loro prime World Series dal loro trasferimento ad Atlanta nel 1966. Smoltz ebbe due no-decision contro i Minnesota Twins, con una media PGL di 1.26. Nella settima e decisiva gara, affrontò il suo ex idolo di gioventù ai Detroit Tigers, Jack Morris. Entrambi i lanciatori non subirono punti per tutti i primi sette inning, prima che Smoltz venisse rimosso dalla gara sullo 0–0. Il rilievo di Atlanta Mike Stanton lanciò il resto della partita, ma Morris concluse con 10 inning senza subire punti, vincendo la gara e il titolo per i Twins.
L'anno successivo, Smoltz vinse 15 partite nella stagione regolare, venendo premiato come miglior giocatore delle National League Championship Series, dove ottenne due vittorie. Nelle World Series 1992, Smoltz disputò due gare come partente, con un no-decision in gara 2 e una vittoria in gara quando i Braves rischiavano l'eliminazione. Furono tuttavia i Toronto Blue Jays ad aggiudicarsi il titolo.
Prima della stagione 1993, i Braves firmarono un'altra stella del monte di lancio come Greg Maddux, completando, con Smoltz e Glavine, quello che è considerato da alcuni come il miglior trio mai assemblato da una singola squadra della MLB. Smoltz vinse nuovamente 15 gare ma subì la sua prima sconfitta nei playoff contro i Philadelphia Phillies nelle NLCS 1993 malgrado il non avere concesso alcun punto agli avversari.

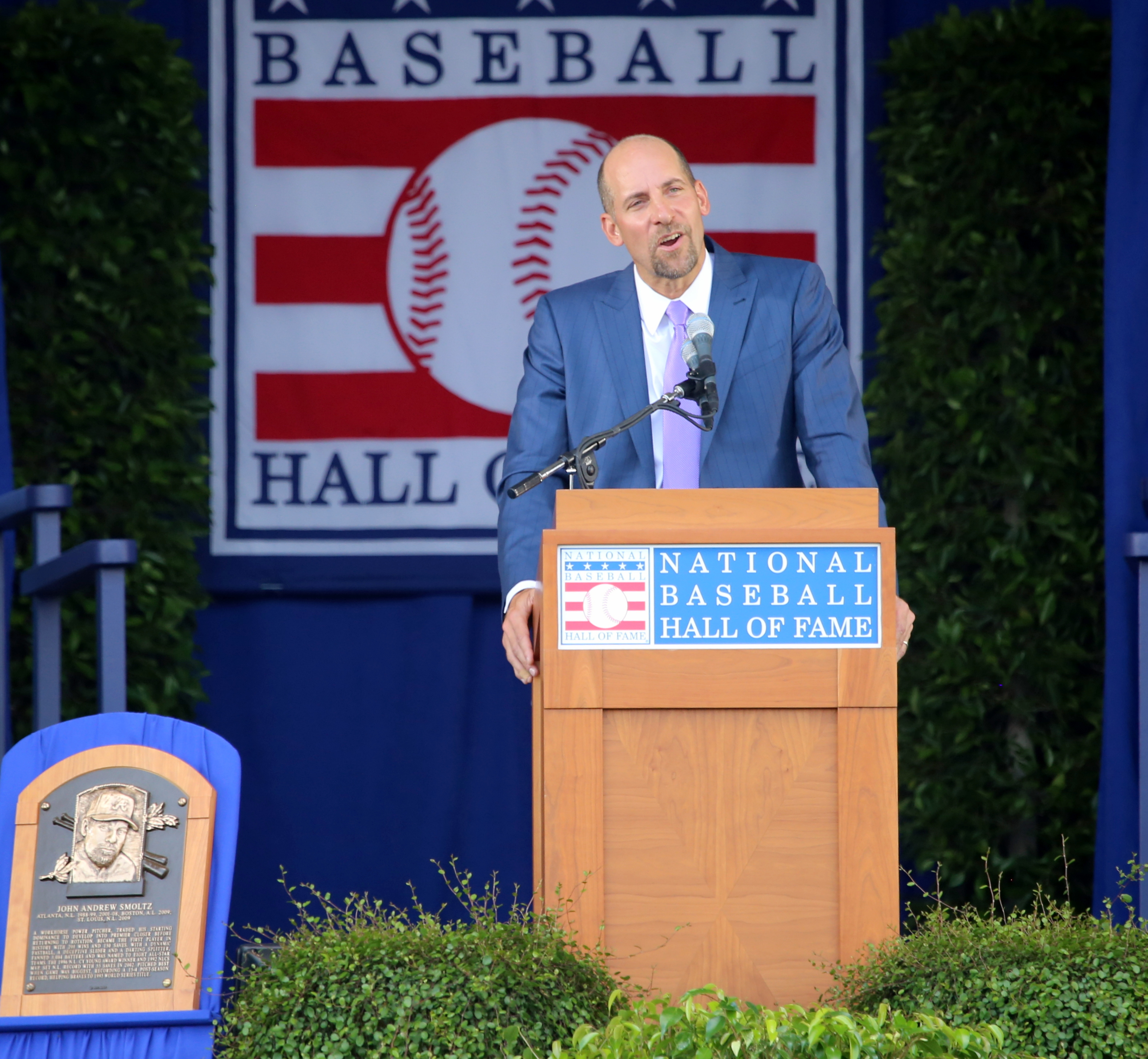
Smoltz durante la cerimonia per la sua introduzione nella Hall of Fame

Smoltz ebbe un record di 6–10 nella stagione accorciata per sciopero del 1994 e, durante la pausa, gli vennero rimossi alcuni frammenti ossei dal gomito. L'anno seguente ebbe un record di 12-7. Smoltz non disputò dei playoff positivi, con una media PGL di 6.60, ma la squadra riuscì a conquistare le World Series 1995, grazie soprattutto a Maddux e Glavine, che iniziarono a metterlo in ombra.
La stagione successiva, quella del 1996, fu la migliore della carriera di Smoltz. Ebbe un record di 24–8, con una media PGL di 2.94 e 276 strikeout, incluso un record di franchigia di 14 vittorie consecutive dal 9 aprile al 19 giugno. A fine anno vinse il Cy Young Award con 26 voti per il primo posto su 28. L'anno seguente le sue prestazioni furono in leggero calo, terminando con un record di 15–12. Fu anche premiato con il suo primo e unico Silver Slugger Award per le sue prestazioni in battuta.
Dopo avere perso l'intera stagione 2000 per essersi sottoposto alla Tommy John surgery, Smoltz fu convertito in rilievo nel 2001, trascorrendo 4 anni come closer della squadra, prima di tornare nel ruolo di partente. Nel 2002 stabilì un record della National League con 55 salvzze, venendo premiato come rilievo dell'anno della NL diventando il secondo lanciatore della storia (dopo Dennis Eckersley) a fare registrare sia una stagione da 20 vittorie che una da 50 salvezze. Inoltre divenne l'unico lanciatore della storia con 200 vittorie e 150 salvezze. Smoltz rimase ai Braves fino al 2008, anno in cui tornò brevemente nel ruolo di rilievo, prima di passare l'ultima stagione da professionista prima con i Boston Red Sox e poi con i St. Louis Cardinals. Il 16 aprile 2012, i Braves annunciarono il ritiro del suo numero 29.

## Palmarès

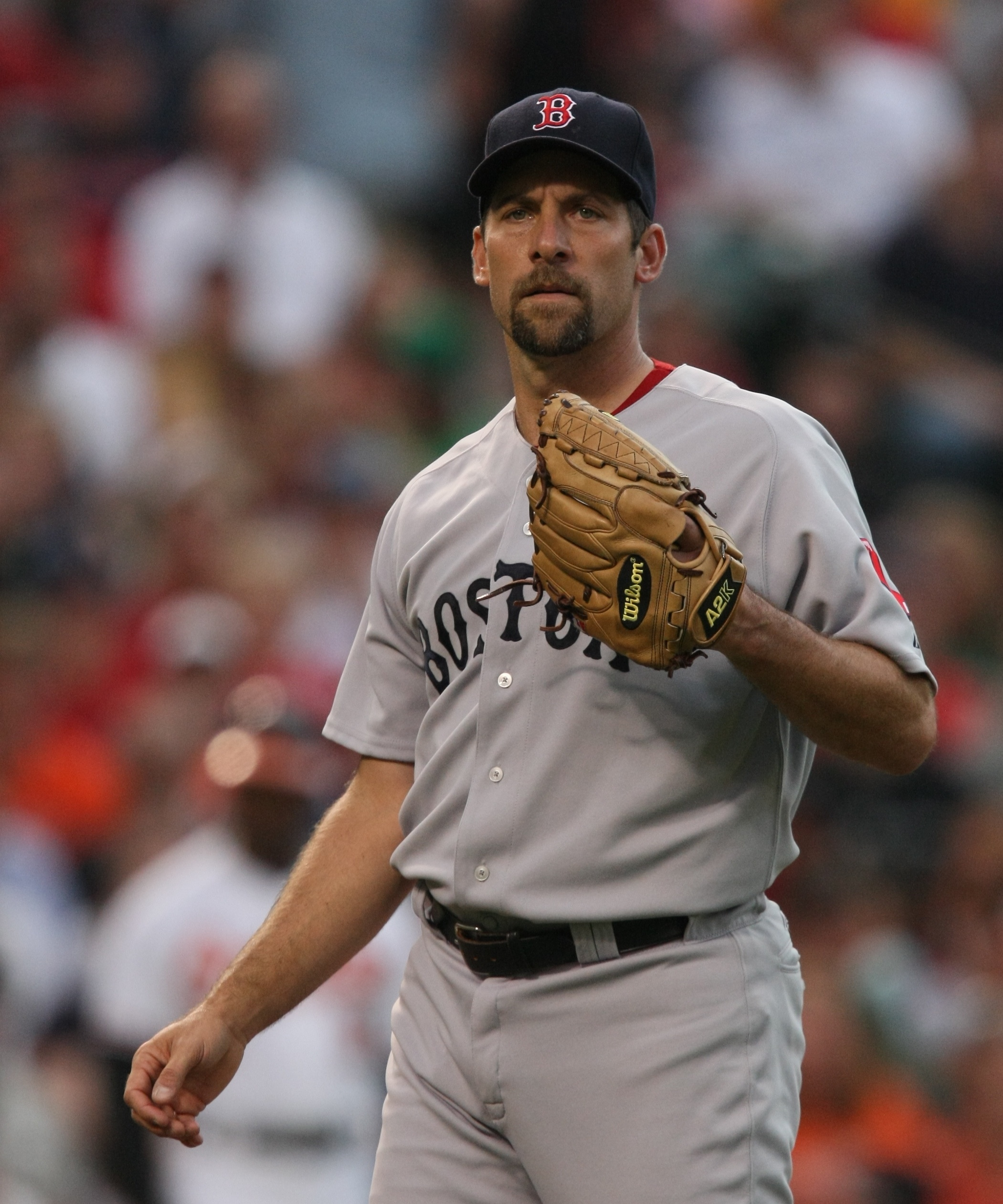
Smoltz nell'ultima stagione in carriera con i Red Sox

### Club
- World Series: 1

Atlanta Braves: 1995

### Individuale
- MLB All-Star: 8

1989, 1992, 1993, 1996, 2002, 2003, 2005, 2007
- Cy Young Award: 1

1996
- MVP delle National League Championship Series: 1

1992
- Silver Slugger Award: 1

1997
- Leader della National League in vittorie: 2

1996, 2002
- Leader della National League in strikeout: 2

1992, 1996
- Leader della National League in strikeout: 1

2002
- Numero 29 ritirato dagli Atlanta Braves